# Мнёв
Мнёв (укр. Мньов) — село Черниговского района Черниговской области Украины, центр сельского Совета. Расположено - в 55 км от районного центра и в 7 км от железнодорожной станции Неданчичи на участке Чернигов — Овруч Юго-Западной железной дороги. Население 621 человек. Расположено на рукаве Днепра Речище.
Код КОАТУУ: 7425584901. Почтовый индекс: 15540. Телефонный код: +380 462.

## История
Первое письменное упоминание о Мнёве датируется 1712 годом.
Советская власть установлена в январе 1918 году.
На фронтах Великой Отечественной войны сражались 760 жителей села, из них 220 награждены орденами и медалями, 530 — погибли.
На территории села установлен памятник в честь «советских воинов, погибших при освобождении Мнёва от немецко-фашистских захватчиков».
Неподалёку от сёл Пустынки и Мнёв обнаружены 2 поселения эпохи неолита (V—IV тысячелетия до н. э.), 5 — эпохи бронзы (II тысячелетие до н. э.), одно — периода раннего железа (VIII—III вв. до н. э.) и 2 древнерусских городища (IX—XIII века). У села Пустынки проводились обширные полевые исследования двух поселений (эпохи неолита и бронзы). Поселение эпохи бронзы (конец II тысячелетия до н. э.) полностью раскопано и установлена его планировка. Найдены остатки около 20 жилищ, 6 хозяйственных построек, среди которых были свайные и 2 культовых комплекса.

## Власть
Орган местного самоуправления — Мнёвский сельский совет. Почтовый адрес: 15540, Черниговская обл., Черниговский р-н, с. Мнёв, ул. Черниговская, 30
Мнёвскому сельскому совету, кроме с. Мнёв, подчинены сёла:
- Глядин;
- Пустынки;
- Храпатое;
- посёлок Центральное.

## Транспорт
В 7 км от села расположена железнодорожная станция Неданчичи участка Чернигов — Овруч Юго-Западной железной дороги.